# Dačkorumunjski jezik
Dačkorumunjski jezik je izraz koji se koristi u jezikoslovlju kad je potrebno razlikovati ovu jezičnu skupinu od ostalih istočnoromanskih jezika i govora, a to su (aromunski jezik, meglenski jezik i istrorumunjski jezik). Potreba za ovakvom distinkcijom nastala je zbog činjenice da neki (rumunjski) izvori sve istočnoromanske jezike i govore smatraju narječjima rumunjskog. U skupinu dakoromanskih jezika, spadaju i moldavski jezik, koji je vrlo sličan rumunjskom, a službeni je jezik u Moldaviji te vlaški jezik u Srbiji, koji je materinski jezik Vlaha, malene romanofone skupine u sjeveroistočnoj Srbiji.
Podrijetlo izraza dačkorumunjski jezik pronalazimo u prvoj tiskanoj gramatici rumunjskog jezika u kojoj su autori Samuil Micu i Gheorghe Şincai tako označili jezik koji se govori na području bivše rimske provincije Dacije koja se zemljopisno u velikoj mjeri poklapa s današnjom Rumunjskom i Moldavijom.